# Anommonia patrizii
Anommonia patrizii är en tvåvingeart som först beskrevs av Richards 1950.  Anommonia patrizii ingår i släktet Anommonia och familjen hoppflugor.
Artens utbredningsområde är Kenya. Inga underarter finns listade i Catalogue of Life.